# Municipio de Burdell
El municipio de Burdell (en inglés: Burdell Township) es un municipio ubicado en el condado de Osceola en el estado estadounidense de Míchigan. En el año 2010 tenía una población de 1331 habitantes y una densidad poblacional de 13,69 personas por km².

## Geografía
El municipio de Burdell se encuentra ubicado en las coordenadas 44°7′12″N 85°30′4″O / 44.12000, -85.50111. Según la Oficina del Censo de los Estados Unidos, el municipio tiene una superficie total de 97.22 km², de la cual 96,69 km² corresponden a tierra firme y (0,55 %) 0,53 km² es agua.

## Demografía
Según el censo de 2010, había 1331 personas residiendo en el municipio de Burdell. La densidad de población era de 13,69 hab./km². De los 1331 habitantes, el municipio de Burdell estaba compuesto por el 96,09 % blancos, el 0,08 % eran afroamericanos, el 1,2 % eran amerindios, el 0,38 % eran asiáticos, el 0,38 % eran de otras razas y el 1,88 % eran de una mezcla de razas. Del total de la población el 2,25 % eran hispanos o latinos de cualquier raza.